# روزنامه‌نگاری مشارکتی
روزنامه‌نگاری مشارکتی نوعی از روزنامه‌نگاری است که گزارش‌گرها یا سازمان‌های خبری مختلف بدون وابستگی به سازمان دیگری، گزارش‌ها را تهیه کرده و با کمک هم خبرها را به یک خبر تجمیع شده درمی‌آورند.
این کار توسط گزارش‌گرهای حرفه‌ای و غیر حرفه‌ای انجام می‌شود و از روزنامه‌نگاری اجتماعی جداست.